# Охлябинин, Роман Васильевич
Князь Роман Васильевич Охлябинин (ум. после 1602) — русский военный и государственный деятель, сын боярский, голова и воевода в царствование Ивана Грозного, Фёдора Ионновича и Бориса Годунова.
Из княжеского рода Охлябинины. Младший из шестерых сыновей воеводы князя Василия Фёдоровича Охлябинина. Старшие братья — князья Фёдор Лытай, Пётр, Иван, Дмитрий и Иван Меньшой Васильевичи Охлябинины.

## Биография
Князь Роман Васильевич Охлябинин начинает упоминаться в документах с 1551 года, когда был записан в третью статью московских детей боярских. В 1559 году «годовал» вторым воеводой в Чебоксарах. В 1560-1561 годах — воевода в Болхове.
В 1561 году был послан первым воеводою Сторожевого полка из Казани в карательный поход против восставших мордвы и черемисов. В 1563 году — седьмой воевода в Полоцке. В 1564 году князь Роман Васильевич Охлябинин ходил со сторожевым полком из Полоцка в Литву на Лукомль и Елмань, за отличие при взятии Озерецка получил пол-золотого угорского. С сентября 1565 года годовал четвёртым воеводой в Полоцке. В 1567 году второй воевода войск правой руки в Калуге «по крымским вестем». В 1568 году князь Р. В. Охлябинин «годовал» на воеводстве в Смоленске.
В октябре 1576 года князь Роман Васильевич Охлябинин воевода, командовал передовым полком в Калуге. В 1579 году голова у ночных сторожей, спал в государевом стане, в походе русской рати под предводительством царя Ивана Грозного в Лифляндию. В 1580 году стоял с передовым полком в Серпухове против крымских татар; в октябре находился «на Волоке», в Зубцове, со сторожевым полком вторым воеводой. Тогда же с ним местничал князь Иван Дмитриевич Шастунов. Сам же князь Роман Васильевич Охлябинин местничал с князем Василием Петровичем Турениным. В 1581 году из Волоколамска ходил против поляков к Зубцову.
В 1582 году после заключения перемирия с Речью Посполитой воевода князь Роман Васильевич Охлябинин был отправлен на р. Оку, где в том же году был вторым воеводой сторожевого полка. В 1587 году упоминается дворянином в церемонии представления боярам польского посла; в том же году участвовал в царском походе в Великий Новгород, а оттуда — против шведов, затем был оставлен в Новгороде при царице.
В 1591 году во время нашествия крымского хана Газы Герая на Русь князь Роман Васильевич Охлябинин участвовал в отражении татарской орды от Москвы и получил в награду золотой. В 1592 году — объезжий голова «для огней» в Московском Кремле. В 1598 году принимал участие в Земском соборе в Москве, который избрал на русский царский престол Бориса Фёдоровича Годунова. В 1600-1602 годах снова упоминался в чине объезжих голов на службе в Москве. Потомства не оставил.
Умер после 1602 года.